# 德呂里岩
德呂里岩（英語：Drury Rock），是南極洲的岩石，位於赫德島以北11公里，海拔高度37米，在1860年由美國捕海豹者繪入地圖，在1948年由澳大利亞探險隊測量，現時由南極條約體系管理。